# Araneus bufo
Araneus bufo es una especie de araña del género Araneus, tribu Araneini, familia Araneidae. Fue descrita científicamente por Denis en 1941.
Se distribuye por España y Alemania. La especie se mantiene activa durante los meses de enero, marzo, abril, mayo, junio, julio, agosto y diciembre.